# Ruda (dopływ Gwdy)
Ruda – rzeka, prawy dopływ Gwdy o długości 10,93 km i powierzchni zlewni 104,19 km².
Rzeka przepływa przez jezioro Głochotczyno. Następnie w kierunku południowo-wschodnim przez Czaple Stawy. Dalej na południe przez Zbiornik Koszycki. W Pile przepływa pod ul. Skośną i al. Niepodległości i uchodzi do Gwdy na jej zakolu od prawego brzegu.
Do 1945 r. poprzednią niemiecką nazwą rzeki była Lachotkafließ. W 1949 r. ustalono urzędowo polską nazwę Ruda.